# Territori Militar del Níger

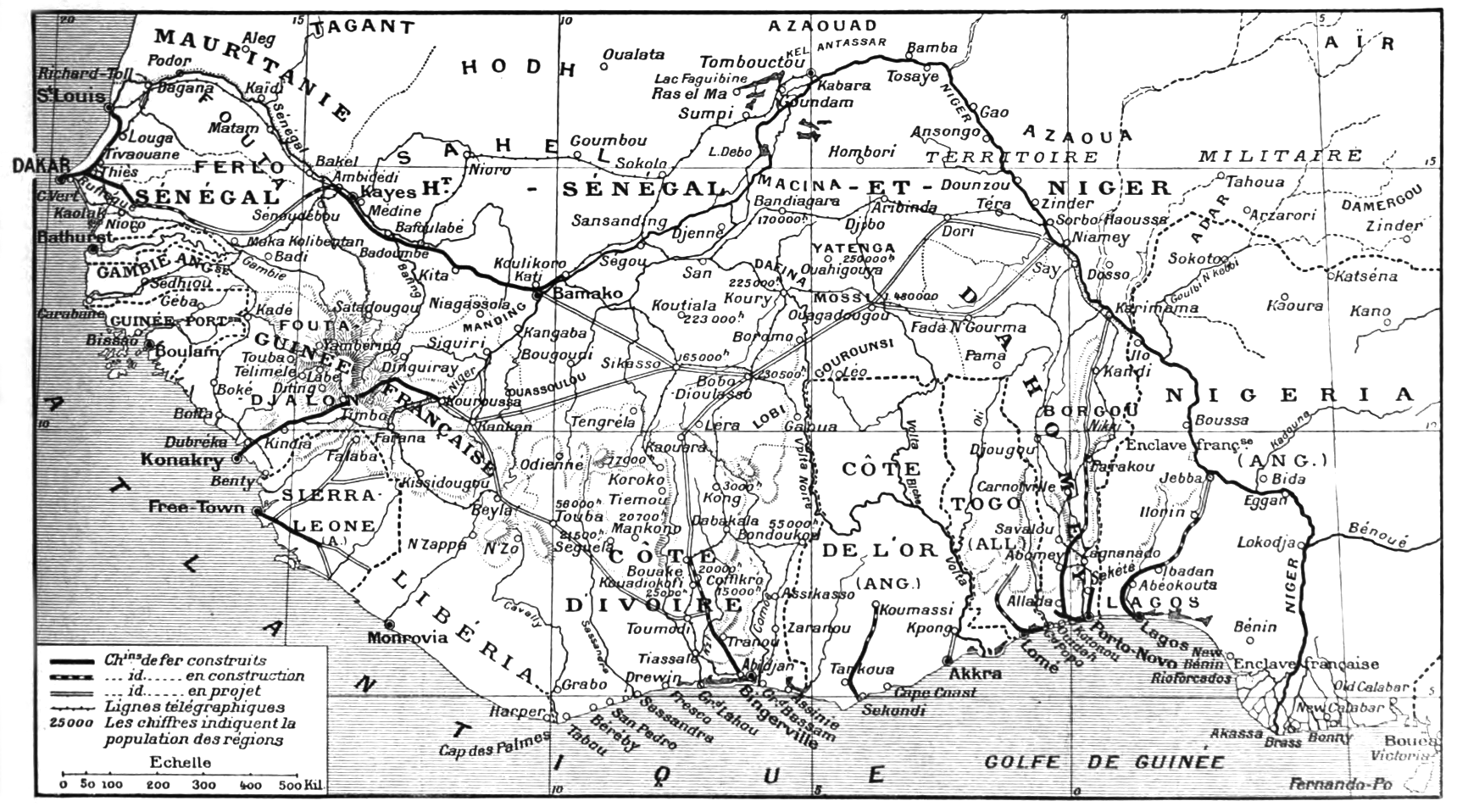
Mapa francès de l'Àfrica occidental.

El Territori Militar del Níger fou un domini francès de l'Àfrica occidental sota administració militar, dins de la colònia de l'Alt Senegal i Níger. Es va formar el 26 de desembre de 1904 quan el territori militar de Zinder va canviar la seva capital que va passar de Zinder a Niamey. L'1 de gener de 1911 la capital va retornar a Zinder.
El 1906 es van revoltar els djermes i es va descobrir una conspiració per assassinar europeus a Zinder. També fou rellevant la revolta dels tuaregs dirigits per cap Kaosen al massís de l'Aïr (1916-1918).
El decret de 4 de novembre de 1920 va establir el territori del Níger sota administració civil dins de la nova colònia del Sudan Francès, però amb una administració financera autònoma.

## Comandants
- 1903 - 1906 Joseph Gauderique Aymerich
- 1906 - 1907 Grégoire Ignace Dominique Lamolle
- 1907 - 1908 Marc Cristofari
- 1908 - 1910 Paul Célestin Marie Joseph Venel
- 1910 governador interí
- 1910 - 1911 Paul Célestin Marie Joseph Venel (segona vegada)
- 1911 - 1912 Adolphe Charles Léon Hocquart
- 1912 - 1913 Charles Camille Thierry de Maugras (interí)

## Comissionats
- 1913 Charles Camille Thierry de Maugras (interí)
- 1913 - 1915 Paul Célestin Marie Joseph Venel
- 1915 - 1918 Charles Henri Mourin
- 1918 - 1919 Marie Joseph Félix Méchet
- 1919 - 1920 Claude Paul Émile Lefebvre
- 1920 Maurice Gustave Fernand Renauld (interí)
- 1920 - 1921 Lucien Émile Rueff
- 1921 - 1922 Joseph Jules Brévié